# Caloptilia tricolor
Caloptilia tricolor là một loài bướm đêm thuộc họ Gracillariidae. Nó được tìm thấy ở Trung Quốc (Fujian).